# Haven van Leiden

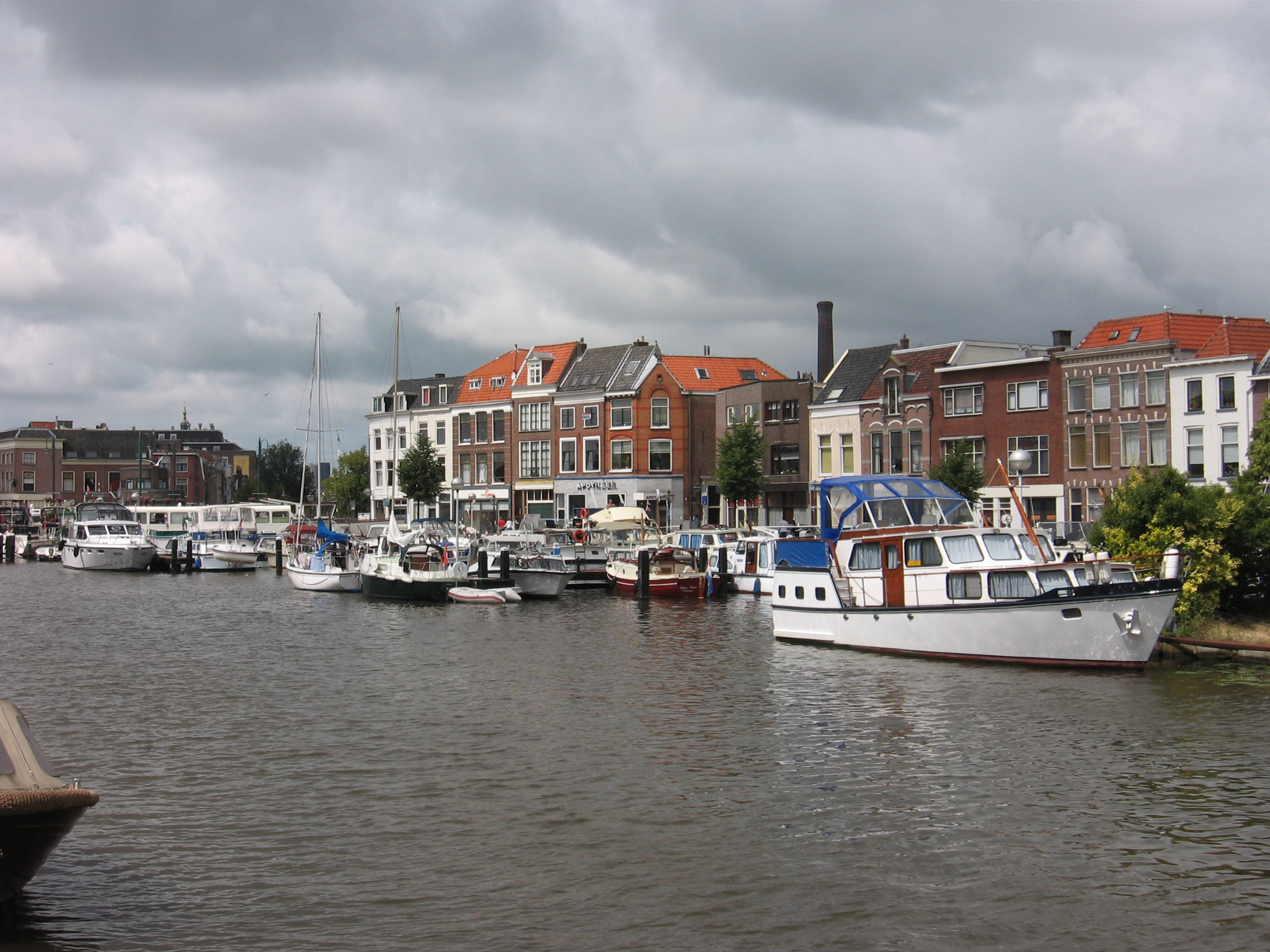
De Haven gezien vanaf de Havenkade

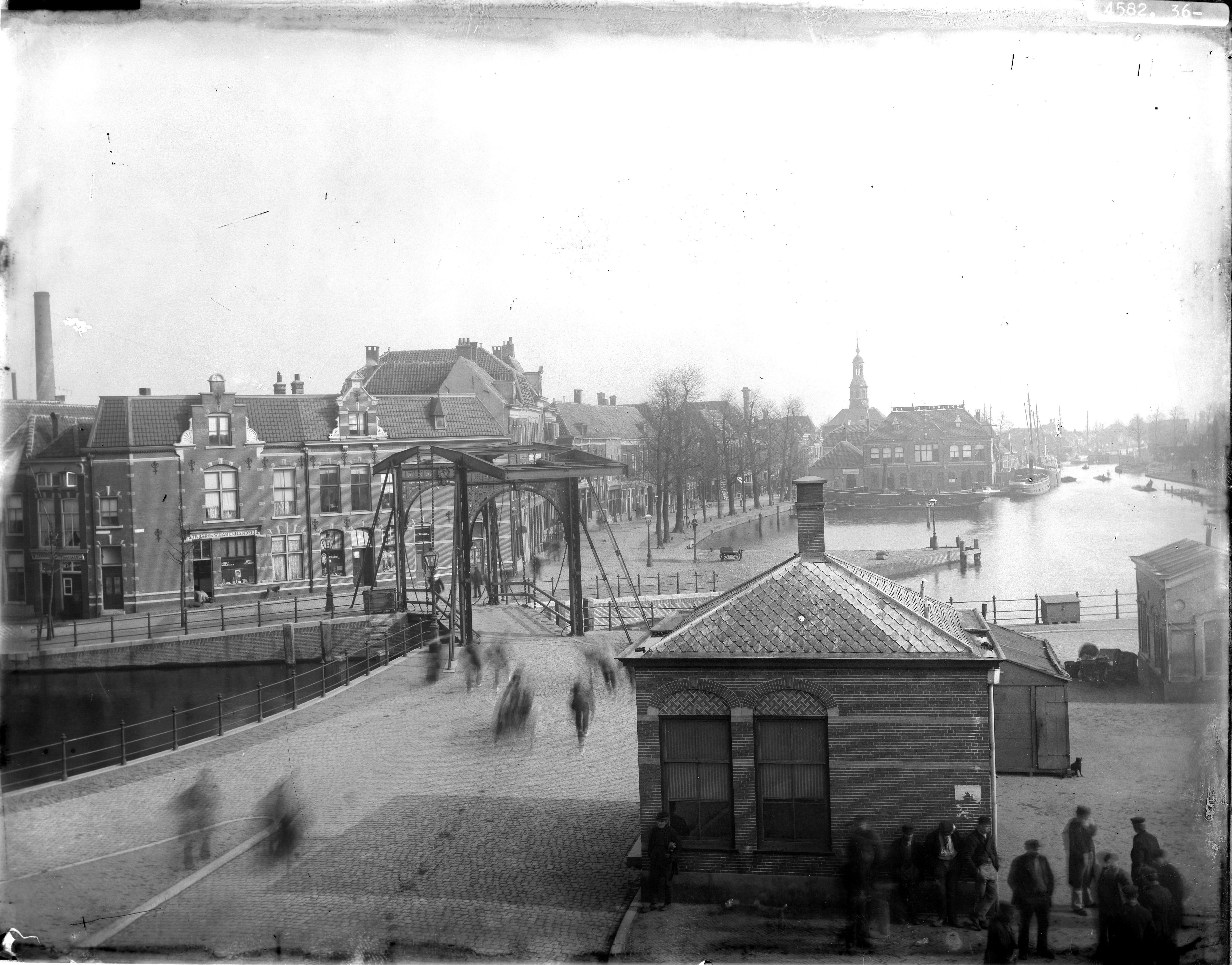
Gezicht op de haven, eind 19e eeuw

De Haven is een kleine binnenhaven en straat in de oostelijke binnenstad van de Nederlandse stad Leiden.
De haven is onderdeel van de Oude Rijn en is gelegen tussen de Herensingel/Zijlsingel in het oosten en de (Oude) Herengracht in het westen, waarvan hij wordt gescheiden door de Grote en de Kleine Havenbrug.
De straat Haven ligt aan de noordzijde van het water, tussen het Havenplein en de Zijlpoort. Hier ligt ook de passantenhaven; De straat aan de zuidzijde heet Havenkade.
Het Galgewater is de westelijke binnenhaven van Leiden.